# AVS Video Editor
AVS Video Editor é um software de edição de vídeo e ferramentas produzido pela Online Media Technologies Ltd., um fornecedor direto de multimídia de vídeo e soluções de áudio do Reino Unido. O programa é destinado para aqueles que são novos para edição de vídeo.

## Características
O AVS Video Editor suporta todos os formatos de vídeo principais.
Entrada: HD Video (inc. Blu-ray de vídeo, AVCHD , MPEG-2 HD e WMV HD ), AVI ( MPEG-4 ASP ), AVI , MP4 (inc. Sony PSP , ASX, MJPEG , H.263 , H.264 , H.265 ), DVR-MS , Matroska , WebM (inc. VP8, VP9 ), OGM , Flash Video (. flv), AMV , MTV , TS , M2TS , M2T, MTS , DPG, NSV, FLI, FLC, CDG, GVI , SVI , PPT , PPTX, MOV.
Saída: HD Video (inc. Blu-ray de vídeo, AVCHD , MPEG-2 HD e WMV HD ), AVI ( MPEG-4 ASP ), MP4 (inc. Sony PSP , Apple iPod e Archos ), WMV , 3GP , 3G2, QuickTime (. mov), SWF , Flash Video (. flv), DVD , MPEG-1 , MJPEG , H.263, H.264, MPEG-2 , RealVideo ( RM , RMVB ).
É possível fazer upload de vídeos recém-editados para todos os websites de hospedagem de vídeo, como Facebook, YouTube, Telly (Twitvid), Flickr, MySpace, Dailymotion, Dropbox etc.
É possível transferir vídeo de DV-, web-ou VHS-câmaras de vídeo e salvar no disco rígido ou gravar discos de DVD.  Ou arquivos de mídia recorde de tela do PC e criar guias de vídeo, vídeos de treinamento ou demonstrações.
AVS Video Editor pode ser usado para recortar, cortar, dividir, mesclar, girar e misture vídeos, usar 300 efeitos de vídeo inovadores e transições, inserir menus, áudio, comentários de texto e legendas, estabilize tremulações de gravações feitas por sua câmera.

## Sistemas operacionais
AVS Video Editor é executado sob o Windows XP, 2003, Vista, 7, 8, 8.1, 10.
(sem suporte à Mac OS/Linux)